# Les Régates à Molesey près de Hampton Court
Les Régates à Molesey près de Hampton Court est un tableau impressionniste d'Alfred Sisley. Il se trouve actuellement au musée d'Orsay au 2e étage dans la section 32 (Monet-Renoir-Pissarro-Sisley) et a été acquis en 1894 par legs du peintre et collectionneur Gustave Caillebotte.

## Contexte
Sisley séjourne quatre mois en Angleterre où il s'est rendu grâce à l'aide financière 'et en compagnie) de Jean-Baptiste Faure, collectionneur de tableaux des peintres impressionnistes. Paradoxalement, dans les brumes anglaises, les toiles de Sisley deviennent plus colorées, et sont plus festives.

## Description
De juillet à octobre 1874, Alfred Sisley, peintre anglais né à Paris, travaillant et vivant essentiellement en France, représente sur cette toile une course d'aviron fondée un an plus tôt par un rameur amateur. La compétition, la Molesey Regatta (en), qui suit la régate royale de Henley, se déroule la seconde quinzaine de juillet (elle existe encore au XXIe siècle).
Le groupe des impressionnistes auquel il appartient, et cette société anonyme des artistes peintres , sculpteurs, graveurs, etc., qui vient d'organiser, du 15 avril au 15 mai 1874,sa première grande exposition collective, restée notoire, s'intéressent beaucoup aux régates.
Le thème des régates, spectacle de loisir en plein air associant les spectateurs, l'eau, l'air et des drapeaux claquant au vent, se retrouve dans d'autres tableaux sous des angles différents, peint par exemple par Gustave Caillebotte, Auguste Renoir, Édouard Manet, Claude Monet ou ce même Alfred Sisley. Ferdinand Gueldry, artiste peintre et illustrateur, ainsi qu'arbitre internatgional d'aviron, évoque également les régates dans L'écluse de Molesey, 1896.

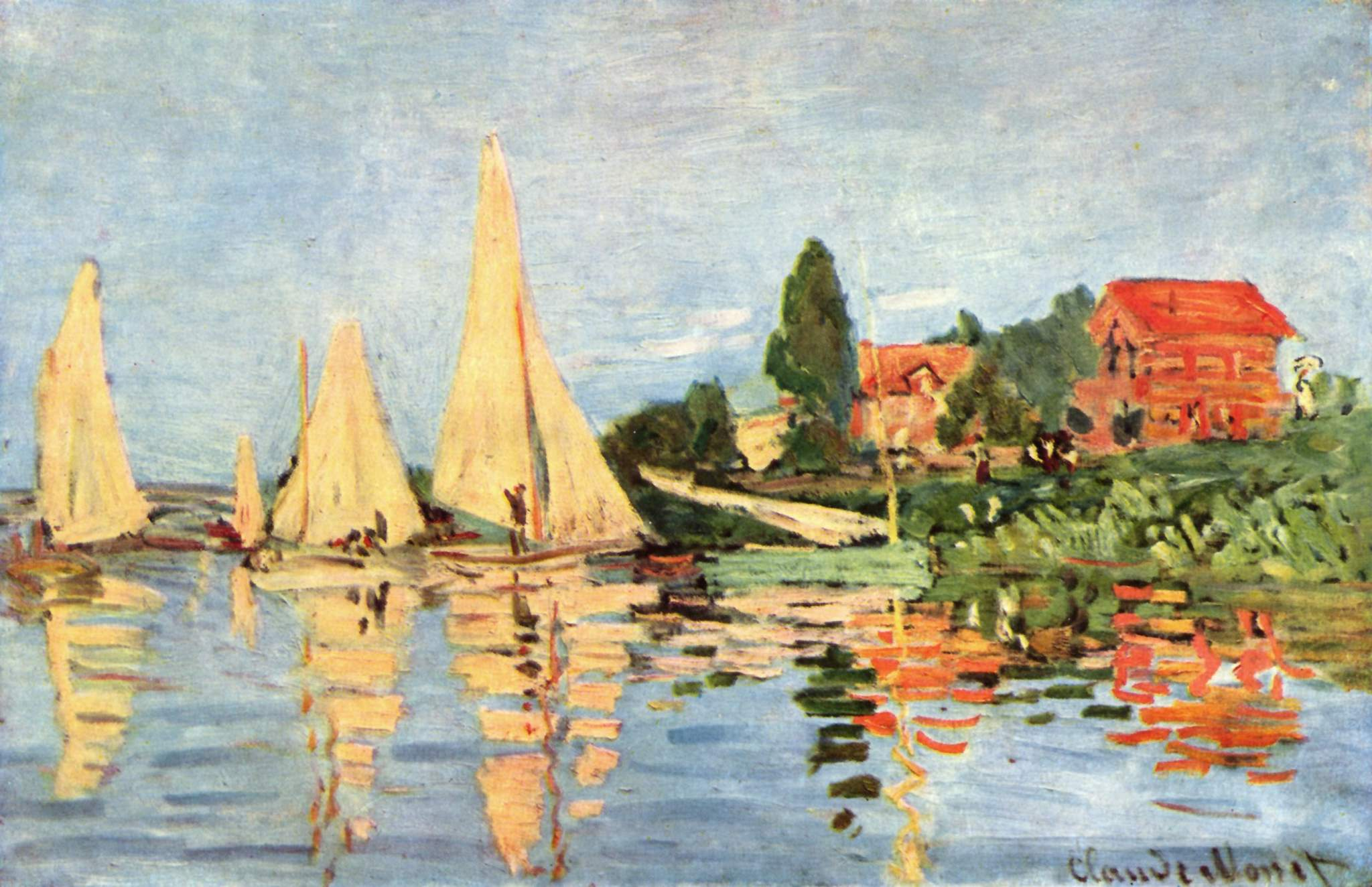
Claude Monet, Régates à Argenteuil , 1872
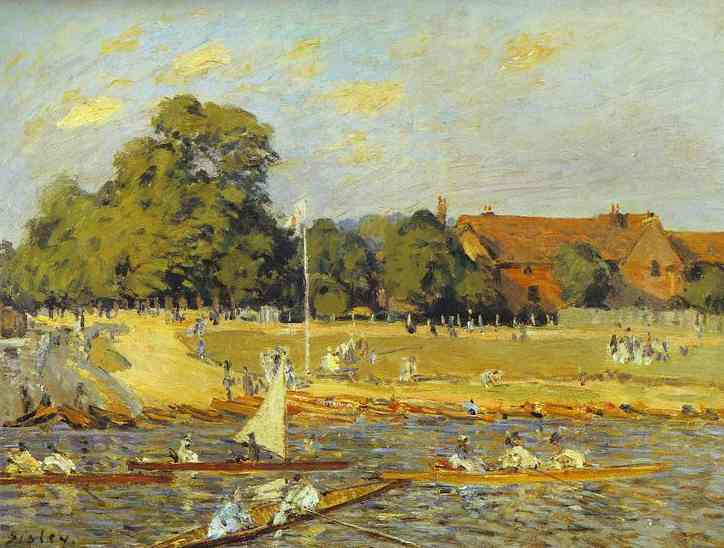
Alfred Sisley, Les Régates à Hampton Court, 1874
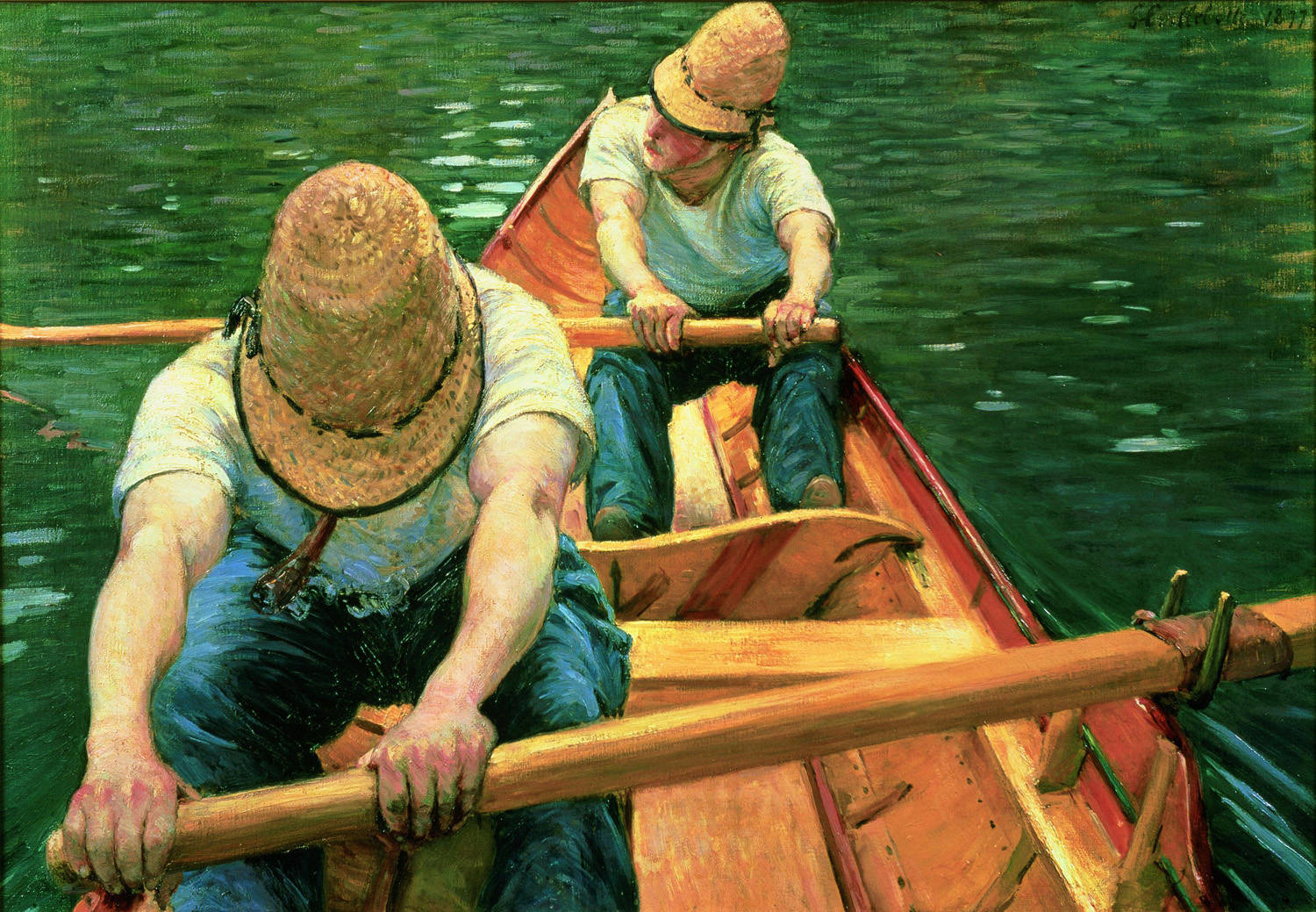
Gustave Caillebotte, Rameurs, 1877
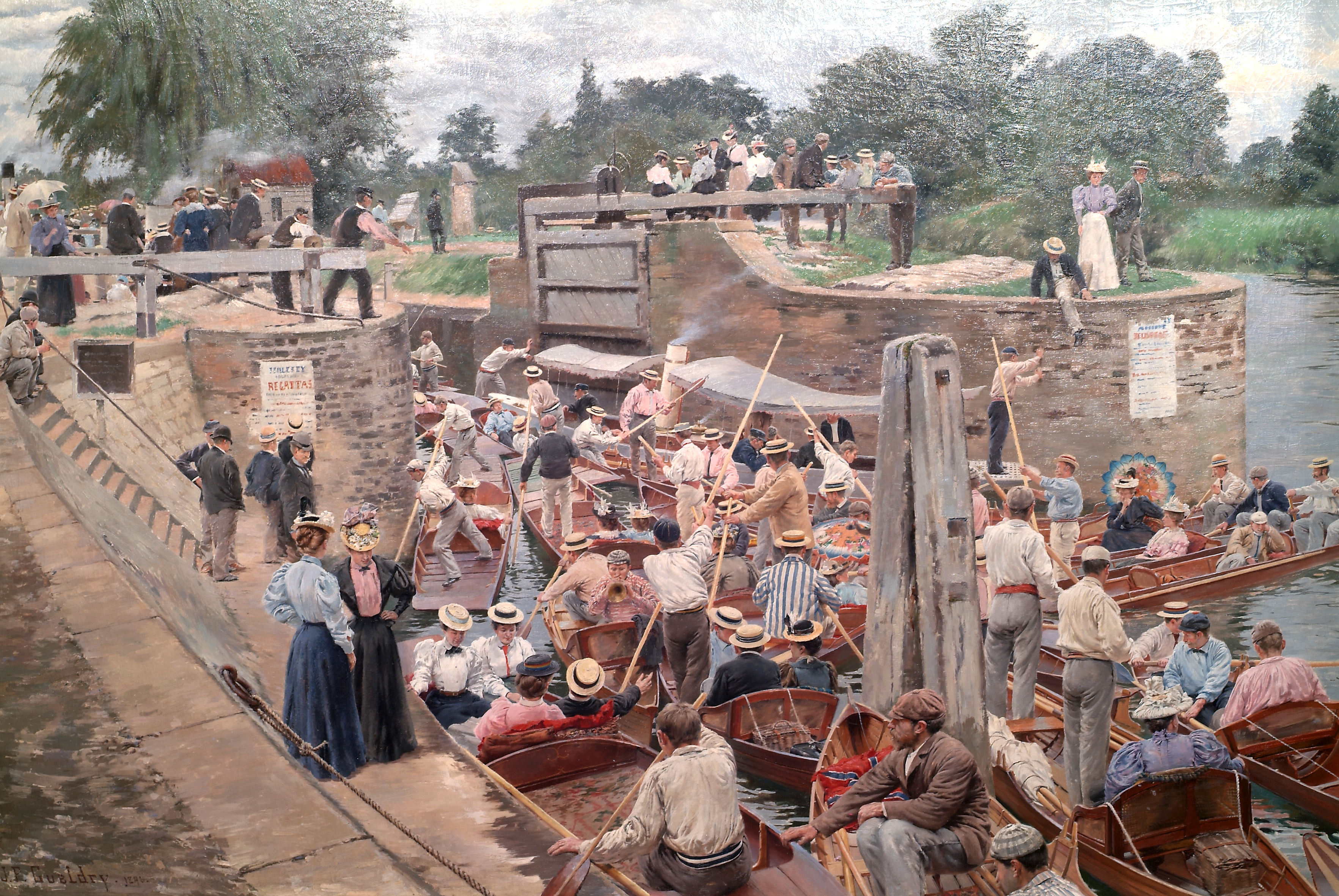
Ferdinand Gueldry, L'écluse de Molesey, 1896

Molesey est une écluse située sur la Tamise, dans le Surrey, à proximité de Hampton Court. .La compétition est en amont de cette écluse. Alfred Sisley réussit à rendre les couleurs et la douceur humide de cette campagne anglaise.

## Historique
Ce tableau, peint en 1874, entre dans la collection du peintre, mécène et collectionneur Gustave Caillebotte jusqu'à la mort de ce dernier en 1894.
Gustave Caillebotte avait préparé par testament un legs à l'État français, assorti de conditions qui prenaient en compte les réactions à l'impressionnisme, à l'époque : « Je donne à l'Etat ces tableaux que je possède ; seulement, comme je veux que ce don soit accepté et le soit de telle façon que ces tableaux n'aillent ni dans un grenier de province mais bien au Luxembourg et plus tard au Louvre, il est nécessaire qu'il s'écoule un certain temps avant l'exécution de cette clause jusqu'à ce que le public, je ne dis pas comprenne, mais admette cette peinture. »
.
Le 11 mars 1894, l'exécuteur testamentaire choisi par Gustave Caillebotte, le peintre Auguste Renoir, informe par une lettre Henry Roujon, de la direction des Beaux-Arts, de ce legs, comprenant soixante-sept œuvres, des œuvres notamment  d'Edgar Degas, de Paul Cézanne, d'Édouard Manet, de Claude Monet, d'Auguste Renoir lui-même, de Camille Pissarro et donc d'Alfred Sisley, dont cette toile.
Ce legs provoque des réactions vives, de la part d'artistes de l'art académique, de politiques et de l'Académie des beaux-arts, cette académie qui avait refusé à plusieurs des tableaux concernés l'entrée dans le Salon qu'elle organisait jusqu'en 1880. Le peintre Jean-Léon Gérôme écrit ainsi : « Nous sommes dans un siècle de déchéance et d’imbécillité. C’est la société entière dont le niveau s’abaisse à vue d’œil… Pour que l’État ait accepté de pareilles ordures, il faut une bien grande flétrissure morale.... Des anarchistes et des fous. Ces gens-là font de la peinture sous eux. ». La controverse est un peu l'équivalent de la célèbre bataille d'Hernani, mais dans le domaine de la peinture.
Henry Roujon gère cette affaire qui est devenu délicate. Finalement, le legs est accepté, mais Henry Roujon, prudemment et pour prendre en compte les réactions, fait en sorte que cette acceptation n’implique pas une exposition immédiate de la totalité des œuvres dans des musées parisiens en affectant certaines à des réserves ou aux musées de Fontainebleau ou de Compiègne (les réserves n'étant pas des greniers et les musées de Fontainebleau ou de Compiègne n'étant pas considérés comme des institutions muséales de province, Henry Roujon contourne ainsi les conditions du testament qui anticipaient de toute façon la nécessité d'un délai).
Avec le recul, ce legs de Caillebotte constitue la première entrée significative d'un groupe d'œuvres impressionnistes (qui, un siècle plus tard sont particulièrement admirées en France et dans le monde) dans les musées français, et l'État Français peut se féliciter de l'avoir accepté. Le tableau Les Régates à Molesey de Sisley est exposé dans différentes institutions parisiennes, puis en 1986, rejoint le musée d'Orsay qui vient d'ouvrir.